# 4º Corpo meccanizzato delle guardie
Il 4º Corpo meccanizzato delle guardie (in russo: 4-й гвардейский механизированный корпус) era una formazione meccanizzata dell'Armata Rossa costituita, originariamente come Corpo corazzato, nell'aprile 1942, che partecipò con grande distinzione a numerose battaglie e campagne di guerra nel settore meridionale del fronte orientale durante la seconda guerra mondiale.
L'unità meccanizzata era stata costituita all'inizio come 13º Corpo corazzato e gettata immediatamente in azione per cercare di frenare l'avanzata tedesca dell'estate 1942 verso Stalingrado; dopo aver sofferto perdite altissime in una serie di duri scontri a ovest del Don venne quindi ritirata e ricostituita come 13º Corpo meccanizzato nel novembre 1942 in preparazione della prevista controffensiva nel settore meridionale del fronte orientale. Distintasi durante la riuscita Operazione Urano, e avendo contribuito validamente all'accerchiamento delle forze tedesche a Stalingrado e poi all'aspra battaglia per bloccare le colonne di soccorso del nemico, il corpo meccanizzato il 9 gennaio 1943 venne premiato da Iosif Stalin e dallo Stavka con il nuovo titolo onorifico di 4º Corpo meccanizzato delle guardie.
Dopo questi successi il corpo meccanizzato continuò a mostrare slancio e capacità offensiva durante il resto della guerra, combattendo sempre nel settore meridionale e contribuendo in modo decisivo alla liberazione del Donbass e della regione del Dnepr. Negli ultimi anni di guerra il 4º Corpo meccanizzato delle guardie, assegnato al 3º o al 2º Fronte ucraino giocò nuovamente un ruolo di grande importanza nella offensiva Iași-Chișinău, e quindi entrò vittoriosamente a Sofia e soprattutto a Belgrado (dopo una riuscita e rapida marcia forzata). La formazione meccanizzata, infine, partecipò ai lunghi e logoranti scontri per Budapest, affrontando una serie di battaglie contro le riserve corazzate tedesche prima di concludere le sue campagne di guerra nelle riserve del 2º Fronte ucraino in marcia su Vienna.

## Storia

### Il 13º Corpo meccanizzato a Stalingrado

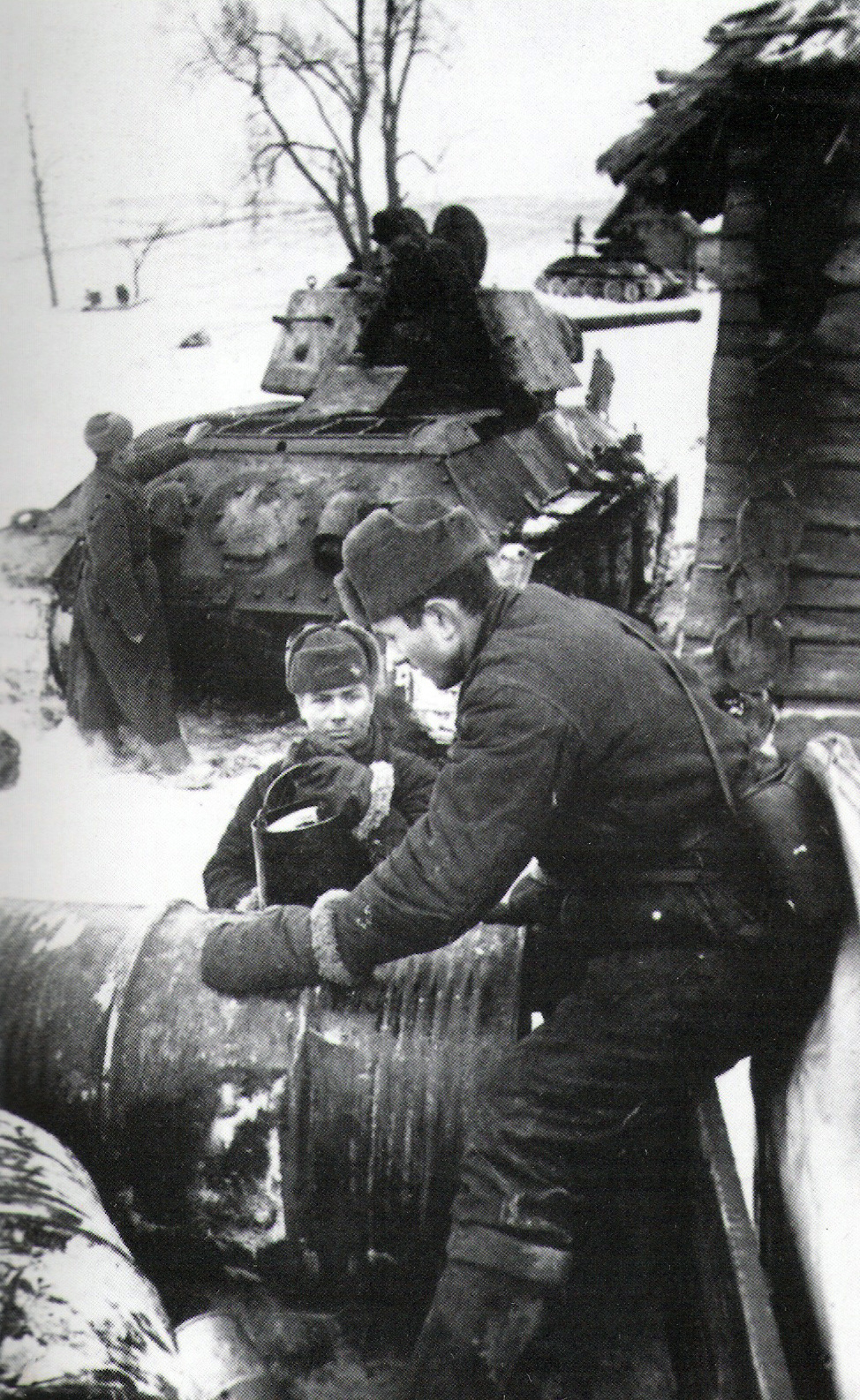
Carristi sovietici durante la campagna invernale del 1942-1943

Le origini del 4º Corpo meccanizzato delle guardie risalgono alla costituzione, nell'aprile 1942 nel distretto militare di Stalingrado, del 13º Corpo corazzato, una delle nuove formazioni corazzate dell'Armata Rossa affrettatamente organizzate nel settore meridionale del Fronte orientale in vista della nuova campagna di primavera-estate. Inizialmente equipaggiato da un misto di carri pesanti KV, carri medi T-34 e carri leggeri T-60, il corpo corazzato entrò in combattimento già in giugno, partecipando ai fallimentari tentativi di contrastare l'avanzata tedesca durante l'Operazione Blu. Il corpo, costituito da tre brigate carri, subì continue perdite e l'Alto comando sovietico, per ripianeare tali perdite e mantenere in combattimento la formazione, sostituì continuamente le brigate in organico ed infine assegnò il Corpo corazzato alla nuova 1ª Armata corazzata in via di completamento sulle vie di accesso meridionali di Stalingrado a ovest del Don.
Alla fine di luglio il 13º Corpo corazzato fu impegnato in alcuni disperati contrattacchi per cercare di bloccare l'inesorabile avanzata della 6ª Armata tedesca verso la grande città sul Volga. Tutti gli sforzi per fermare i panzer tedeschi si rivelarono inutili e il 13º Corpo corazzato uscì praticamente distrutto da queste battaglie, costringendo lo Stavka a ritirare la formazione nelle retrovie ed a rimuovere tutte le brigate ormai quasi completamente prive di carri nei mesi di settembre e ottobre. Il 1º novembre 1942 l'Alto comando sovietico sciolse formalmente il 13º Corpo corazzato, ricostituendolo subito come 13º Corpo meccanizzato, con in organico tre nuove brigate meccanizzate ed una brigata corazzata; sorprendentemente il nuovo corpo mantenne la vecchia numerazione anche se divenendo un "Corpo meccanizzato" avrebbe dovuto in teoria assumere un nuovo numero.
Il corpo meccanizzato appena organizzato venne subito assegnato al Fronte di Stalingrado del generale Erëmenko per costituire uno dei reparti mobili di sfondamento previsti per l'imminente e decisiva offensiva sul fronte del Don-Volga. L'operazione Urano ebbe inizio il 20 novembre 1942 sul fronte a sud di Stalingrado e venne coronata da un rapido successo; il 13º Corpo meccanizzato, dipendente dalla 57ª Armata del generale Tolbuchin, entrò immediatamente in azione avanzando in profondità sul fianco destro del 4º Corpo meccanizzato incaricato dello sfondamento decisivo.
Al comando del generale di brigata T.I. Tanasčišin, il 13º ebbe alcuni momenti di difficoltà a causa di alcuni aspri contrattacchi della 29. Divisione motorizzata tedesca e subi notevoli perdite, ma infine riuscì a contenere i contrattacchi e a riprendere l'avanzata. La 29. Divisione motorizzata tedesca ripiegò, anche per ordini superiori, e diede via libera al corpo meccanizzato che proseguì verso Sovetskij, dove il 23 ed il 24 novembre si riunirono i vari corpi mobili sovietici provenienti da nord e da sud, chiudendo il gigantesco accerchiamento intorno alla 6ª Armata tedesca rimasta ferma sul Volga.

### Dal Don al Dnepr
Dopo il grande successo dell'operazione Urano il 13º Corpo meccanizzato (sceso a soli 77 carri armati) dovette rimanere in azione a sud del Don ancora per molte settimane per partecipare (assegnato alla 51ª Armata) ai duri scontri con le Panzer-Divisionen tedesche organizzate frettolosamente dal feldmaresciallo von Manstein per tentare di sbloccare la 6ª Armata accerchiata a Stalingrado. Durante la cosiddetta operazione Tempesta Invernale il corpo meccanizzato fu impegnato in particolare contro la 23. Panzer-Division e riuscì a frenarne l'avanzata fino all'arrivo di notevoli forze di riserva sovietiche (2ª Armata delle guardie) che permisero, alla fine di dicembre, di passare alla controffensiva.
Schierato sul fianco sinistro del Fronte di Stalingrado, il 13º meccanizzato prese parte alla battaglia di Kotel'nikovo e con una rapida avanzata aggirante favorì la vittoria sovietica e costrinse alla ritirata le indebolite forze tedesche. Il 9 gennaio 1943, Stalin e lo Stavka premiarono quindi il 13º Corpo meccanizzato per i suoi incessanti impegni sul campo e per i risultati ottenuti in attacco ed in difesa, onorandolo con il titolo di 4º Corpo meccanizzato delle guardie, il secondo corpo meccanizzato dell'Armata Rossa (dopo il 4º Corpo meccanizzato) a ricevere la denominazione per i meriti in battaglia.

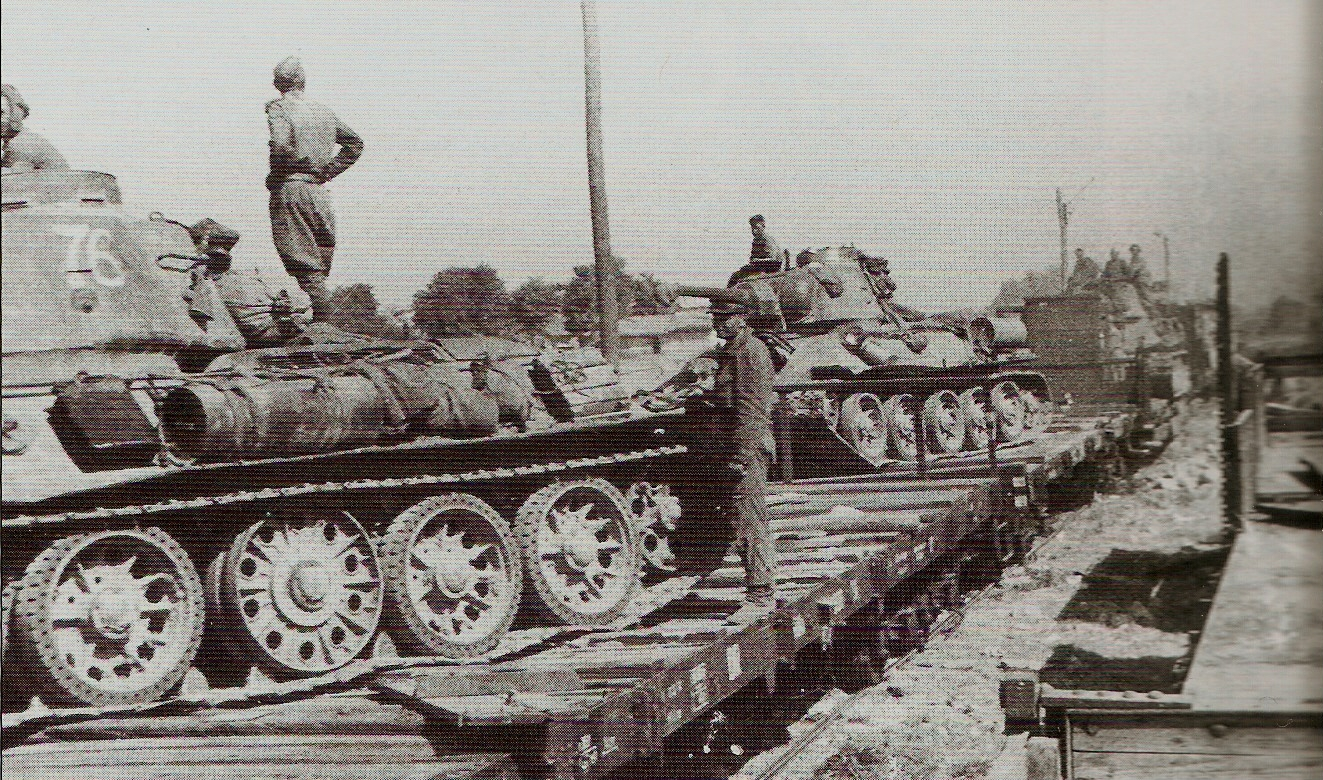
I mezzi corazzati del 4º Corpo meccanizzato delle guardie affluiscono sul fronte rumeno nell'estate 1944.

Pur necessitando di rinforzi dopo una serie di dure battaglie invernali, il 4º Corpo meccanizzato delle guardie, sempre più a corto di mezzi, venne mantenuto ancora in linea dal comando sovietico desideroso di sfruttare l'apparente indebolimento e la confusione del nemico tedesco ampliando ulteriormente la sua offensiva. Il corpo meccanizzato quindi, inserito nella 2ª Armata delle guardie, proseguì l'avanzata in direzione di Rostov, che venne liberata solo il 14 febbraio 1943 e poi verso la linea del fiume Mius (posizione Maulwulf). Il 4º delle guardie inizialmente sfondò questa posizione difensiva e costituì una testa di ponte a Matveev Kurgan, ma i tedeschi riuscirono a riorganizzare il loro forze ed a contrattaccare, mettendo in grande difficoltà il 4º Corpo meccanizzato delle guardie che dovette ripiegare oltre il Mius abbandonando il terreno conquistato. Dopo questo infelice combattimento il corpo venne finalmente ritirato dalla prima linea per essere riorganizzato.
Alla ripresa delle operazioni nell'estate 1943, il 4º Corpo meccanizzato delle guardie era sempre schierato sul fronte del Mius come riserva principale a disposizione del Fronte Meridionale del generale Tolbuchin; quindi, rinforzato con nuovi reparti di semoventi pesanti, ebbe un ruolo di rilievo sia durante la prima fallita offensiva in luglio, sia soprattutto durante il secondo attacco sul Miusfront iniziato il 18 agosto. In questa occasione il 4º delle guardie, sempre guidato dal generale Tanasčišin, effettuò una brillante avanzata iniziale seguita, dopo lo sfondamento e nonostante i contrattacchi della 13. Panzer-Division, da un conversione verso il Mar d'Azov che permise alle forze sovietiche di isolare e conquistare dopo aspra lotta Taganrog il 30 agosto scardinando finalmente le difese tedesche e aprendo la strada per il Donbass.
Dopo questo importante successo, il 4º Corpo meccanizzato delle guardie continuò a combattere sempre nei ranghi del Fronte Meridionale partecipando durante tutta l'estate ai duri combattimenti sulla cosiddetta posizione Tartaruga, all'avanzata su Stalino, alla dura battaglia sulla nuova linea difensiva tedesca sul fiume Moločna (linea Wotan). L'avanzata dei carri sovietici fu duramente contrastata e costò notevoli perdite, finendo per arrestarsi alla fine di settembre 1943 davanti a Melitopol' ed alla testa di ponte di Nikopol', tenacemente difesa dalle truppe tedesche.
Il 9 ottobre 1943 il generale Tolbuchin sferrò la nuova offensiva sulla linea Wotan; il 4º delle guardie costituì ancora, insieme al 19º Corpo corazzato ed al 4º Corpo di cavalleria delle guardie, la forza mobile del fronte e quindi dovette impegnarsi nella difficile battaglia contro le abile forze tedesche che non cedettero facilmente terreno. Solo alla fine di ottobre il Fronte Meridionale (ridenominato 4º Fronte ucraino) completò con successo la sua missione e i mezzi corazzati sovietici raggiunsero il corso del Dnepr da sud di Nikopol' al Mar d'Azov, isolando la Crimea ma senza riuscire ad impedire il ripiegamento nemico che mantenne il possesso di Nikopol', Cherson e Perekop.

### Dalla Romania a Belgrado
Dopo essere rimasta assegnato al Fronte Meridionale/4º Fronte ucraino per oltre un anno, il 4º Corpo meccanizzato delle guardie venne trasferito, in vista dell'offensiva sovietica dell'inverno 1943-1944, al 3º Fronte ucraino del generale Malinovskij con cui entrò in azione nel gennaio come gruppo mobile dell'8ª Armata delle guardie incaricata di isolare ed accerchiare le forze tedesche nella testa di ponte di Nikopol'. Le operazioni iniziarono il 30 gennaio e si svilupparono con successo: il 4º delle guardie avanzò rapidamente fino ad Apostolove, che venne raggiunta il 5 febbraio; a questo punto però le forze tedesche in ripiegamento da Nikopol' contrattaccarono con la 24. Panzer-Division  e riuscirono ad aprirsi un varco sfuggendo alla trappola. Nonostante questo scacco i sovietici riuscirono a liberare sia Nikopol' che Krivoj Rog portandosi sulla linea dell'Inhulec' da cui ripartirono all'offensiva.
Il 6 marzo il 3º Fronte ucraino sferrò il nuovo attacco; il 4º Corpo meccanizzato delle guardie venne assegnato, insieme al 4º Corpo di cavalleria delle guardie, al potente Gruppo di cavalleria meccanizzata (KMG, Konno-Mechanizirovannaja Gruppa) del generale Pliev, ed ebbe un ruolo decisivo nella grande avanzata che raggiunse l'8 marzo Novij Bug e proseguì per centinaia di chilometri raggiungendo il Dnestr. Alla fine dell'inverno il 4º delle guardie, ora guidato dal generale V.Ždanov, raggiunse Tiraspol sul confine rumeno.
L'ultima e movimentata fase della guerra per il 4º Corpo meccanizzato delle guardie iniziò il 20 agosto 1944 con la sua partecipazione all'Offensiva Iași-Chișinău che avrebbe travolto completamente il fronte tedesco-rumeno e aperto la via dei Balcani all'Armata Rossa; il corpo meccanizzato faceva parte del 3º Fronte ucraino del generale Tolbuchin e, attaccando da Tiraspol, avanzò a grande velocità insieme al 2º Corpo meccanizzato delle guardie verso nord-ovest congiungendosi il 24 agosto con le forze mobili del 2º Fronte ucraino provenienti da nord (in testa erano i carri armati della 36ª Brigata corazzata delle guardie del colonnello P.S. Žukov) chiudendo una gigantesca sacca intorno a 18 divisioni tedesche vennero rapidamente distrutte. Dopo questa grande vittoria la via era ormai aperta alle colonne corazzate sovietiche, e, mentre il grosso dei reparti mobili marciava su Bucarest, il 4º delle guardie venne diretto a sud verso il confine bulgaro che venne raggiunto l'8 settembre. Le colonne del 4º avanzarono in Bulgaria senza incontrare resistenza e raggiunsero Burgas, Plovdiv e Sofia accolte favorevolmente dalla popolazione.
Dopo un breve periodo di raggruppamento e riorganizzazione a Jambol e a Vidin, il 4º Corpo meccanizzato delle guardie venne ora impegnato in una delle sue più famose e riuscite operazioni: la marcia su Belgrado. Costituito da 17.000 uomini e oltre 180 carri armati, il corpo iniziò il 30 settembre una difficile movimento attraverso le montagne per sbucare il 10 ottobre a Petrovac, pronto all'avanzata finale su Belgrado. Il 12 ottobre I carri del generale Ždanov attraversarono la Morava e proseguirono verso la capitale jugoslava, incontrando una serie di reparti mobili tedeschi che inflissero perdite prima di essere sbaragliati. Il 14 ottobre i mezzi corazzati della 36ª brigata corazzata delle guardie arrivarono per primi alla periferia di Belgrado ed, in collaborazione con i partigiani di Tito del 1º Corpo dell'Esercito popolare, iniziarono i combattimenti per liberare la città. Il 20 ottobre Belgrado era completamente liberata dopo aspri scontri tra le forze sovietico-jugoslave e i tedeschi. Il generale Ždanov incontrò cordialmente Peko Dapčević, comandante delle forze jugoslave, ma, dopo una trionfale sfilata nel centro della città, il 4º Corpo delle guardie non ebbe alcun modo per riposare; al contrario venne invece frettolosamente richiamato a nord per partecipare, alle dipendenze del 2º Fronte ucraino del maresciallo Malinovskij, all'imminente offensiva su Budapest che avrebbe avuto inizio il 29 ottobre.

### Battaglia a Budapest

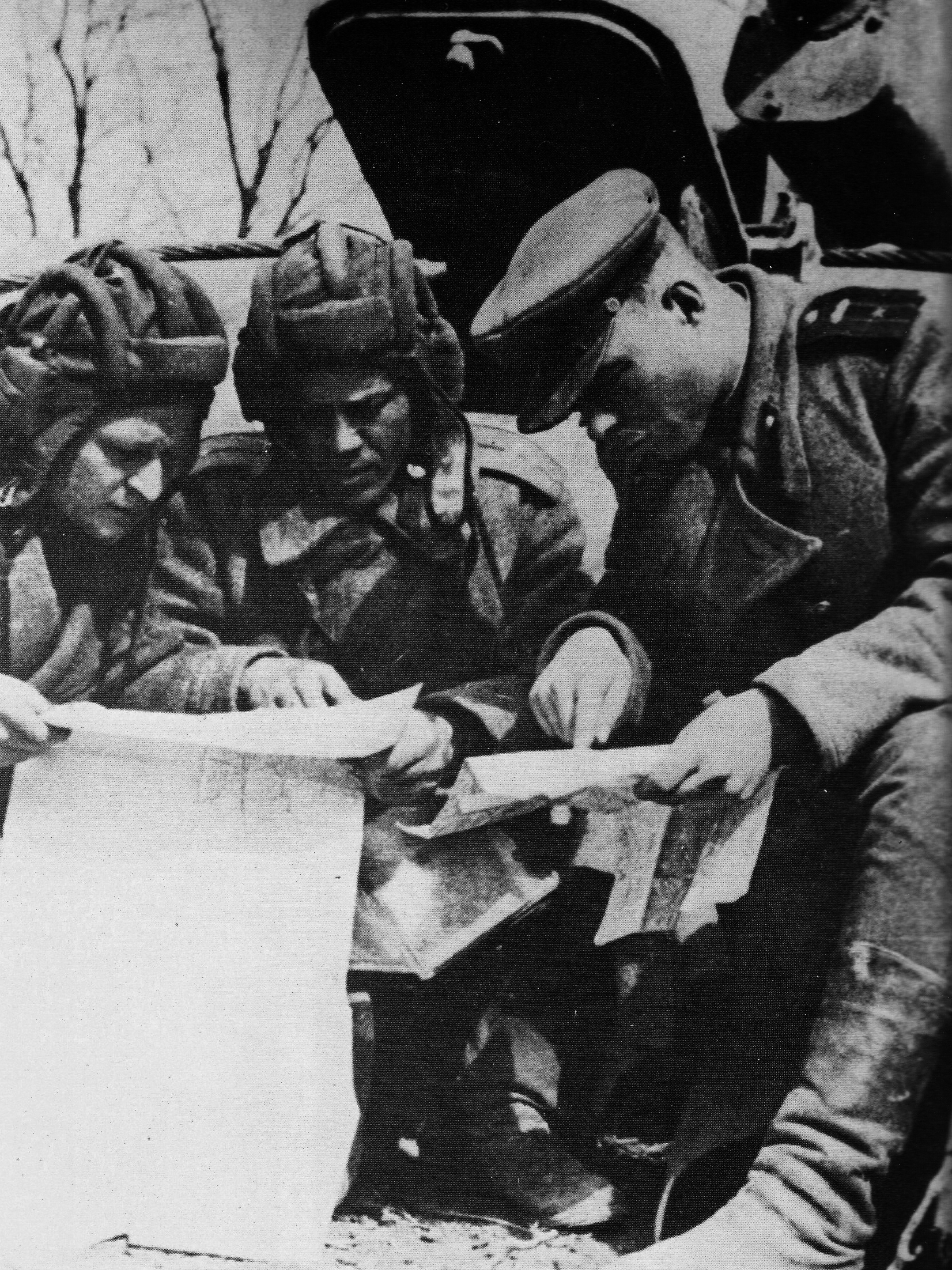
I carristi sovietici discutono le tattiche durante le dure battaglie per Budapest dell'autunno 1944.

L'offensiva sovietica su Budapest, caratterizzata dalla fretta e dalle pressioni dirette di Stalin per accelerare le operazioni, costrinse quindi il 4º Corpo meccanizzato delle guardie a ripartire subito dalla Serbia ed a portarsi a sud-est della capitale ungherese per costituire, insieme al 2º Corpo meccanizzato delle guardie la forza mobile della 46ª Armata del maresciallo Malinovskij destinata ottimisticamente a irrompere dentro la città e conquistarla in pochi giorni. L'offensiva ebbe inizio il 29 ottobre, mentre il corpo era ancora in afflusso, e inizialmente si sviluppò rapidamente. Il 4º delle guardie, dopo aver sconfitto la 24. Panzer-Division e alcuni reparti Waffen-SS, giunse alla periferia orientale della capitale il 4 novembre e arrivò fino a 20 km dal centro cittadino, ma nei giorni seguenti venne violentemente contrattaccato sul fianco da quattro Panzer-Divisionen della 3. Panzerkorps; si accesero violenti scontri di carri e il 4º delle guardie, pur riuscendo a resistere, venne inevitabilmente costretto a fermarsi ed a passare sulla difensiva.
Il primo tentativo di conquistare Budapest quindi non ebbe successo e per mesi le forze sovietiche, compreso il 4º delle guardie, sarebbero state costrette a combattere ed a manovrare intorno alla città prima di conquistarla definitivamente il 13 febbraio 1945. Il 4º Corpo meccanizzato delle guardie rimase sul fronte ungherese, assegnato alla 7ª Armata delle guardie o al Gruppo di cavalleria meccanizzata Pliev, e subì un forte logorio durante le battaglie a nord di Budapest. Alla fine di dicembre partecipò finalmente alla manovra decisiva rafforzando la 6ª Armata corazzata delle guardie nella marcia di accerchiamento a nord della città che si concluse felicemente il 27 dicembre. Dopo l'accerchiamento della capitale ungherese il 4º Corpo meccanizzato delle guardie, ridotto di mezzi, rimase con la 7ª Armata delle guardie nella testa di ponte sul Hron dove a febbraio 1945 dovette affrontare un ultimo contrattacco di divisioni Waffen-SS che mise in difficoltà lo schieramento sovietico costringendolo a ripiegare; il 4º delle guardie fu coinvolto nell'insuccesso e dovette ritirarsi dalla testa di ponte.
Dopo queste difficoltà il corpo ritornò a combattere inquadrato nel Gruppo Pliev e partecipò a marzo alla nuova offensiva sovietica che avrebbe condotto l'Armata Rossa a Vienna, a Bratislava e a Brno superando la indebolita resistenza del nemico; alla fine di aprile finalmente il 4º delle guardie venne ritirato dalla prima linea e trasferito nelle riserve dello Stavka dove avrebbe concluso la sua storia operativa durante la Grande Guerra patriottica.
Considerato tra le unità più potenti e efficienti dell'Armata Rossa, con un forte spirito di corpo (testimoniato anche dagli elaborati simboli di animali bellicosi presenti sui suoi carri armati), il 4º Corpo meccanizzato delle guardie fu quasi sempre in azione, spesso costituendo la principale o l'unica formazione mobile disponibile e giocando un ruolo importante in numerose battaglie decisive del Fronte orientale. Suo titolo di merito principale rimane la parte avuta a Stalingrado, a Iași-Chișinău, a Belgrado e a Budapest, tappe principali della sua avanzata vittiorosa verso ovest. Tra i suoi ranghi si distinsero numerosi ufficiali e 19 soldati ottennero la decorazione di Eroe dell'Unione Sovietica.
Dopo la guerra il 4º delle guardie venne trasformato in 4ª Divisione meccanizzata delle guardie e ritirato in patria come formazione di riserva per poi divenire la 4ª Divisione di fucilieri motorizzati delle guardie nel 1965 ed essere trasferita a Termez, nel Distretto militare del Turkestan, dove rimase fino al suo scioglimento nel 1989.

## Ordine di battaglia
1942: Operazione Urano e Stalingrado  (13º Corpo meccanizzato)
- Quartier generale
- 17. Brigata meccanizzata
  - 44º reggimento carri
  - I battaglione di fucilieri
  - II battaglione di fucilieri
  - III battaglione di fucilieri
- 61. Brigata meccanizzata
  - 176º reggimento carri
  - I battaglione di fucilieri
  - II battaglione di fucilieri
  - III battaglione di fucilieri
- 62. Brigata meccanizzata
  - 163º reggimento carri
  - I battaglione di fucilieri
  - II battaglione di fucilieri
  - III battaglione di fucilieri
- 13. Brigata corazzata
  - 88º battaglione carri
  - 89º battaglione carri
  - XIII battaglione di fucilieri motorizzato
- 565º reggimento artiglieria anticarro
- 398º reggimento artiglieria antiaerea
- 214º battaglione del genio

1943: fronte del Mius e Taganrog  (4º Corpo meccanizzato delle guardie)
- Quartier generale
- 13. Brigata meccanizzata delle guardie (ex-17. Brigata meccanizzata)
  - XXXVIII reggimento carri delle guardie
  - I battaglione di fucilieri
  - II battaglione di fucilieri
  - III battaglione di fucilieri
- 14. Brigata meccanizzata delle guardie  (ex-61. Brigata meccanizzata)
  - XXXIX reggimento carri delle guardie
  - I battaglione di fucilieri
  - II battaglione di fucilieri
  - III battaglione di fucilieri
- 15. Brigata meccanizzata delle guardie  (ex-62. Brigata meccanizzata)
  - XXXVII reggimento carri delle guardie
  - I battaglione di fucilieri
  - II battaglione di fucilieri
  - III battaglione di fucilieri
- 36. Brigata corazzata delle guardie (formata dal XXXXI reggimento corazzato nell'aprile 1943)
  - I battaglione carri
  - II battaglione carri
  - XXXVI battaglione di fucilieri motorizzati delle guardie
- 1828º reggimento semoventi pesanti (SU-152)
- 748º battaglione anticarro
- 348º reggimento mortai delle guardie (razzi Katjusa)
- 591º reggimento artiglieria antiaerea
- 62º battaglione motociclisti
- 138º battaglione del genio
- 46º battaglione trasmissioni delle guardie
- 181º battaglione logistico
  - nell'ottobre 1943 furono aggiunti:
- 1512º reggimento anticarro
- 292º reggimento semoventi delle guardie (SU-85)

1944 e 1945: Belgrado e Budapest  (4º Corpo meccanizzato delle guardie)
- Quartier generale
- 13. Brigata meccanizzata delle guardie (ex-17. Brigata meccanizzata)
  - XXXVIII reggimento carri delle guardie
  - I battaglione di fucilieri
  - II battaglione di fucilieri
  - III battaglione di fucilieri
- 14. Brigata meccanizzata delle guardie  (ex-61. Brigata meccanizzata)
  - XXXIX reggimento carri delle guardie
  - I battaglione di fucilieri
  - II battaglione di fucilieri
  - III battaglione di fucilieri
- 15. Brigata meccanizzata delle guardie  (ex-62. Brigata meccanizzata)
  - XXXVII reggimento carri delle guardie
  - I battaglione di fucilieri
  - II battaglione di fucilieri
  - III battaglione di fucilieri
- 36. Brigata corazzata delle guardie (formata dal XXXXI reggimento corazzato nell'aprile 1943)
  - I battaglione carri
  - II battaglione carri
  - III battaglione carri
  - XXXVI battaglione di fucilieri motorizzati delle guardie
- 292º reggimento semoventi delle guardie (SU-85)
- 1512º reggimento anticarro
- 527º reggimento mortai
- 740º reggimento artiglieria antiaerea
- 348º reggimento mortai delle guardie (razzi Katjusa)
- 62º battaglione motociclisti delle guardie
- 138º battaglione del genio
- 46º battaglione trasmissioni delle guardie
- 181º battaglione logistico
  - nell'ottobre 1944 fu aggiunto:
- 352º reggimento semoventi pesanti delle guardie (ISU-122)

## Comandanti
- maggior generale Pëtr Evdokimovič Šurov dal 23.05.1942 al 02.07.1942  (13º Corpo corazzato)
- maggior generale Trofim Ivanovič Tanasčišin   dal 17.07.1942 al 01.11.1942  (13º Corpo corazzato)
- maggior generale Trofim Ivanovič Tanasčišin dal 01.11.1942 al 09.01.1943  (13º Corpo meccanizzato)
- maggior generale Trofim Ivanovič Tanasčišin  dal 09.03.1943 al 31.03.1944  (4º Corpo meccanizzato delle guardie)
- maggior generale Vladimir Ivanovič Ždanov dal 31.03.1944 al 09.05.1945  (4º Corpo meccanizzato delle guardie)